# Olaf Isaachsen
Olaf  Wilhelm Isaachsen, född 16 maj 1835 i Mandal, död 22 september 1893, var en norsk målare.
Isaachsen utgick från romantiken men mottog under sin studietid i Frankrike bestående intryck av Gustave Courbet. I åtskilliga av sina folklivsbilder återger han verkligheten djärvt och levande, hans landskapsstudier med sina fina klara toner anses vara av hög valör. Isaachsen är bland annat representerad i Göteborgs konstmuseum.

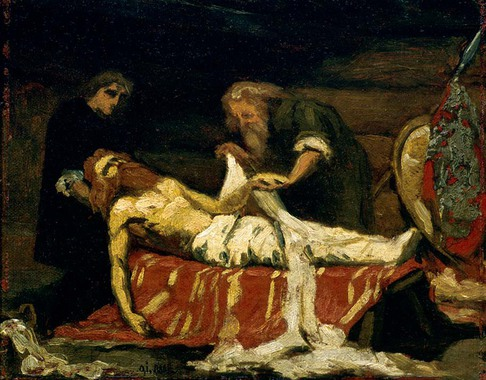
Olof den heliges lik vårdas, målning av Olaf Isaachsen.